# Área metropolitana de León (España)

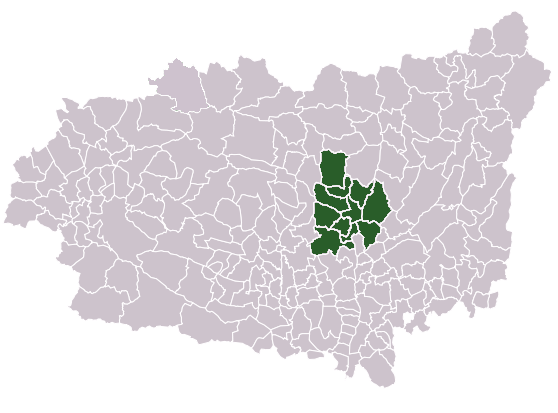
Municipios que forman el área metropolitana de León.

El área metropolitana de León (también conocida como alfoz de León) es un núcleo urbano que se extiende en torno a la ciudad de León, capital de la provincia de León.
Está compuesta por los municipios de León, San Andrés del Rabanedo, Villaquilambre, Valverde de la Virgen, Sariegos, Chozas de Abajo, Valdefresno, Santovenia de la Valdoncina, Cuadros, Villaturiel y Onzonilla, englobando los términos municipales de los territorios que históricamente dependían de la ciudad de León, conocidos como el Alfoz de León.
Su población en 2015 es de 203 698 habitantes, ocupa una superficie de 687,3 km² de la que se obtiene una densidad de 295,99 hab/km².
|  |

## El Alfoz de León
El término Alfoz de León surge en el año 1017 tras la otorgación por parte del rey Alfonso V a la ciudad de León de Fuero propio. Queda definido entonces como los territorios que dependen en materia judicial y fiscal directamente del Rey, a diferencia de otros territorios que estaban gobernados por la nobleza local, en éstos era el Merino del rey quien ejercía la autoridad en su nombre.
El tamaño del alfoz no fue siempre el mismo pero en promedio comprendía un número de entre 90 y 100 villas y pueblos. En la actualidad también se usa esta palabra para designar el área metropolitana de León.

## Historia

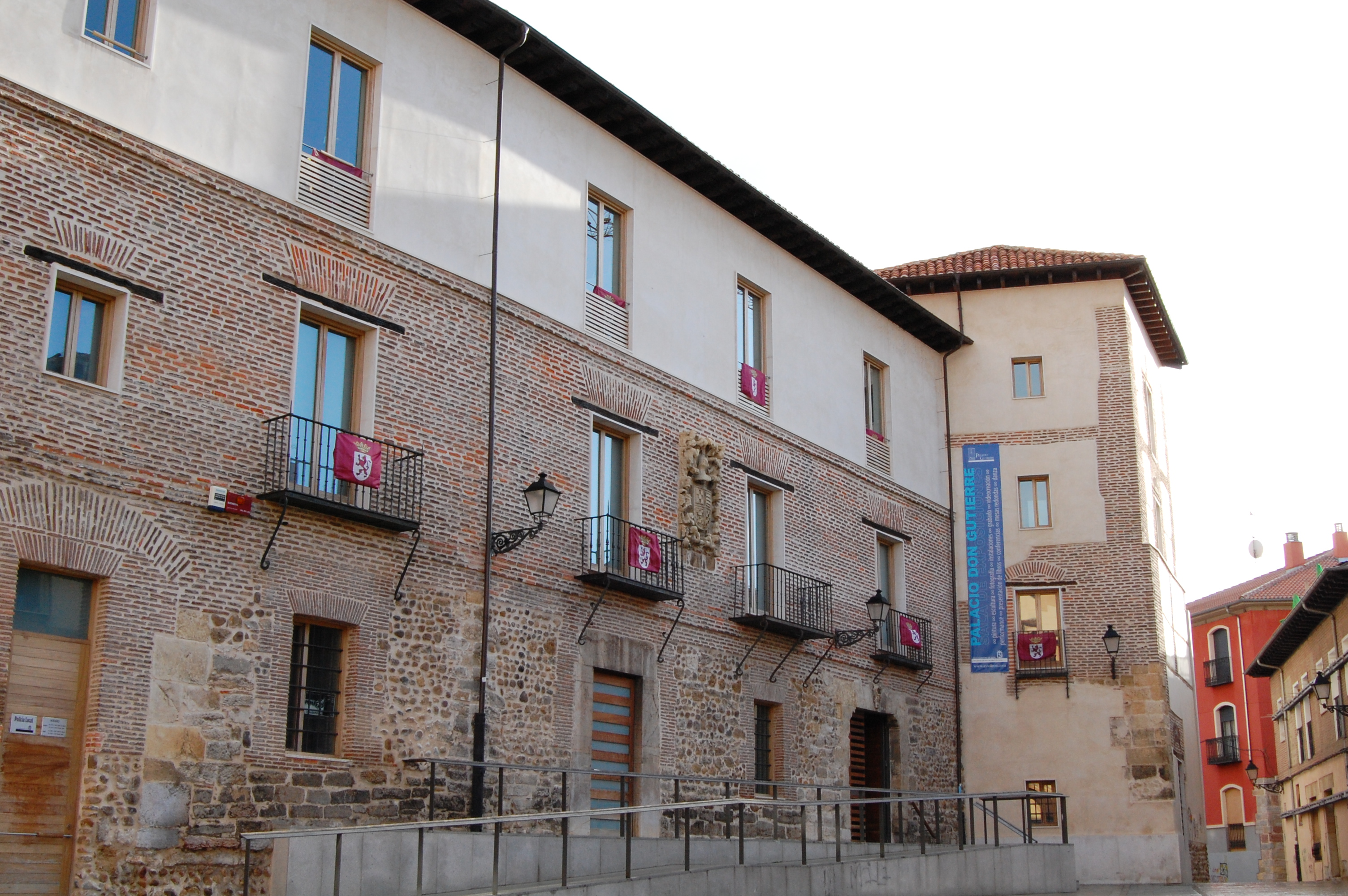
A principios de siglo, la ciudad se encontraba reducida al interior de las murallas, en la imagen, el conocido popularmente como Palacio de Don Gutierre.

La ciudad fue capital del reino de León y tras la formación de la Corona de Castilla, la urbe leonesa languideció notablemente hasta los primeros años del siglo XX. La ciudad se encontraba entonces constreñida en el casco viejo, cercado por las viejas murallas y con un problema de falta de saneamiento público evidente, por todo ello, se planteó la puesta en marcha del ensanche. Los pueblos del entorno que desempeñarían en el futuro un papel clave en el crecimiento demográfico de la zona, como Trobajo del Camino, Navatejera o la Virgen del Camino, no eran más que meros pueblos agrícolas.

### León a principios del siglo XX

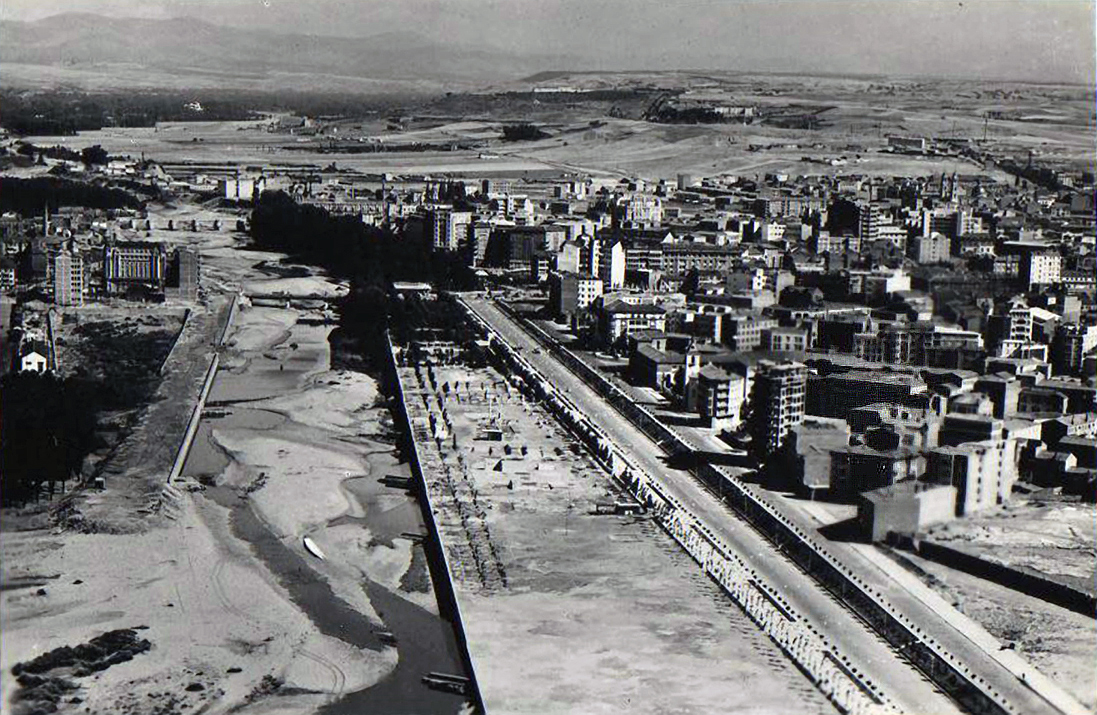
La ciudad de León a mediados del siglo pasado, con el paseo de Papalaguinda en primer plano.

La ciudad de León a principios del siglo XX era una pequeña ciudad de 15 000 habitantes que no había superado realmente los límites urbanos marcados desde la Edad Media. Los pueblos que finalmente se desarrollarían para formar parte del entramado del área urbana de la ciudad no eran más que pequeñas aldeas agrícolas dedicadas a la explotación agrícola y ganadera de las ricas vegas de los ríos Bernesga y el Torío. La ciudad se desarrollaba pues dentro del espacio delimitado por las murallas, de ese modo, las necesidades de la creciente población se satisfacían mediante el aumento de la densidad de la zona. Esto provocó graves problemas de salubridad y afectó notablemente al comercio de la ciudad, que se tenía que desarrollar en unas calles trazadas hacía siglos.
Fuera del casco antiguo existía otro barrio, hoy desaparecido debido a su demolición para levantar el ensanche y que se concentraba en torno al monasterio de San Marcos.

### El ensanche

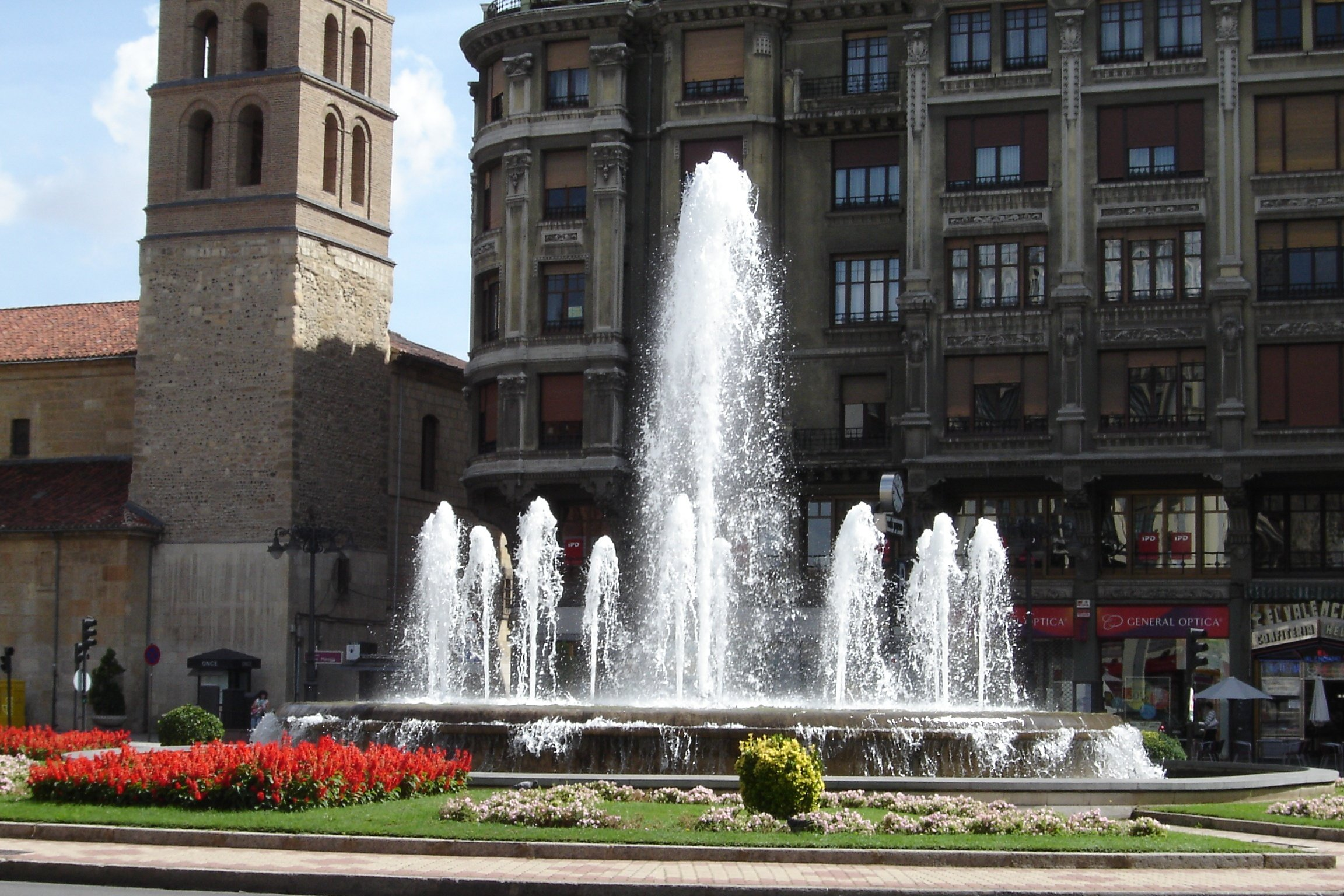
La transición entre el casco antiguo y el ensanche se realiza en la plaza de Santo Domingo.

En 1904 se produjo un salto cualitativo en el crecimiento urbano de la ciudad, con la construcción del ensanche. El nuevo barrio abría la ciudad hacia el Bernesga y hacia la estación de ferrocarril, que se encontraba en la otra orilla del río. Su planificación se realizó tomando como pauta dos grandes ejes, la Gran Vía de San Marcos y Ordoño II, en principio sería la gran vía la que estaba pensada como espina dorsal del ensanche de la ciudad, sin embargo, la presión de los propietarios de Ordoño II, que se desarrolló mucho antes, inclinaron la balanza hasta esta. Al orientar su desarrollo a la construcción de edificios para la burguesía leonesa, el ensanche perdió tempranamente su función de receptor de los nuevos pobladores de la ciudad, algo que demoró sensiblemente su desarrollo.

### Los barrios de la segunda mitad del siglo

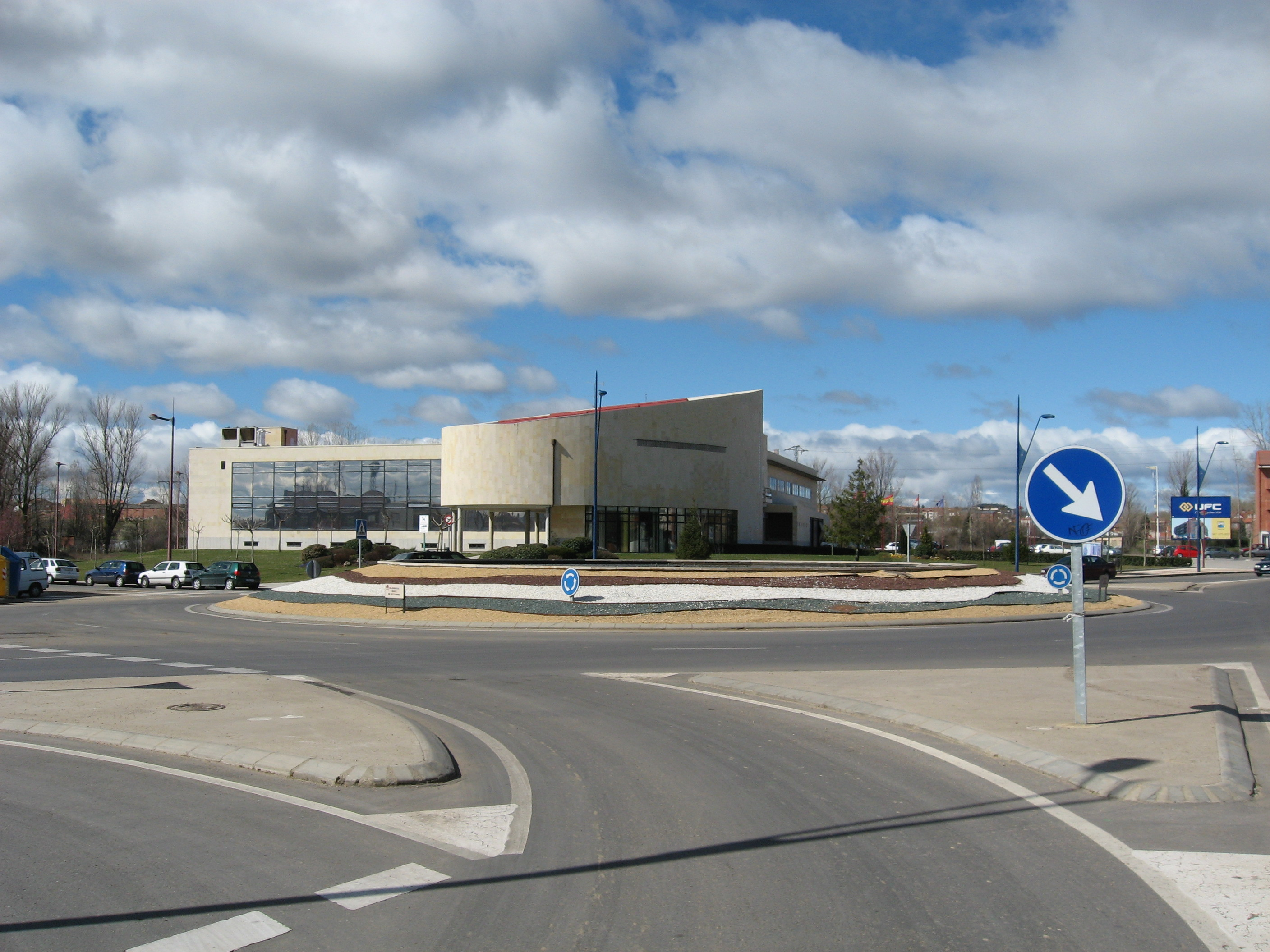
Ayuntamiento de San Andrés del Rabanedo, que ha pasado de ser un municipio agrícola al tercer municipio más importante de la provincia.

A partir de la segunda mitad del siglo XX, se acentúa el fenómeno emigratorio del medio rural al urbano que vive la provincia de León y debido a la imposibilidad de la clase obrera de asentarse en el ensanche, se comienza la urbanización de nuevos barrios en torno al casco histórico. Surgieron así los barrios de San Mamés, junto a la estación de Matallana, del Ejido, junto a la catedral y se expandieron los pequeños barrios que habían comenzado a articularse en torno a la estación de tren como la Sal, el Crucero y la Vega.
Ante el anárquico crecimiento de la ciudad, el ayuntamiento elaboró el Plan General de 1960 para regular el crecimiento urbanístico de la ciudad, asegurando que los nuevos barrios contasen con los equipamientos culturales y de esparcimiento necesarios para satisfacer las necesidades de los nuevos ciudadanos. Dichas normativas fueron rápidamente ignoradas, despreciando en los nuevos desarrollos la creación de los equipamientos culturales y deportivos previstos y la dotación de zonas verdes. La industria se fue asentando en toda el área urbana de la ciudad, sin un lugar fijo como los polígonos industriales que se construirían después, dando lugar a un notable desorden urbano donde se combinaban edificios de viviendas e industrias.

### León a finales delsigloXX
A finales del siglo XX el municipio de la ciudad se fusiona con el de Armunia, incrementando sustancialmente el espacio urbanizable disponible en la capital leonesa. Paralelamente, la decadencia del núcleo central benefició el crecimiento del área metropolitana de la ciudad. Los municipios de San Andrés del Rabanedo y Villaquilambre lideraron el crecimiento demográfico durante estos años, pasando de meros pueblos agrícolas a pequeñas ciudades dormitorio, mientras que otros municipios recibían la industria que León, por limitaciones de espacio, no podía acoger; se crearon así los polígonos industriales de Onzonilla y Trobajo, los primeros como tal del área urbana leonesa.
La recuperación del barrio de Eras de Renueva, que se encontraba urbanizado pero no desarrollado, en estos años supone la apertura de la ciudad hacia el norte, edificándose el primer barrio de la democracia con grandes avenidas y zonas verdes sobre la urbanización anterior del MOPU. Paulatinamente, varios edificios administrativos se construyen en el barrio, que animan una cada vez mayor vida comercial.

## Demografía

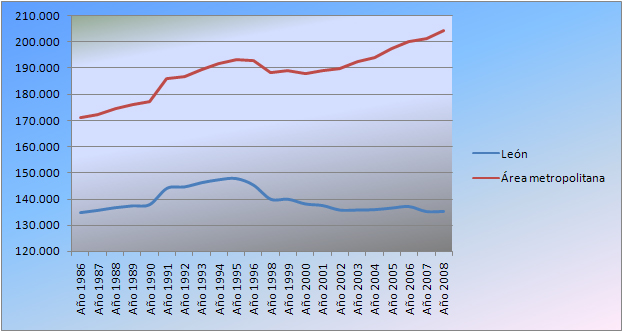
Crecimiento del área metropolitana leonesa en el período 1986-2008, se observa el contraste entre el estancamiento de la ciudad y el crecimiento en conjunto del área.

En 1970, el área metropolitana de León contaba con una población total de 138.862 habitantes. El crecimieno de la población fue constante a excepción del periodo entre 1996 y 2001. En el primer período se alcanzaron los 191.987 habitantes, retrocediendo a 188.169 habitantes en la siguiente medición debido a los efectos de la crisis del carbón que atenazó las comarcas circundantes y a la propia León. Es a partir de este año cuando comienza un rápido crecimiento, que en el 2008 supuso que el área tuviese 203.435 habitantes. El máximo se alcanzó en 2010, con 206.011 habitantes, pero a partir de ese momento el alfoz ha experimentado un rápido declive poblacional que ha hecho que en 2020 solo cuente con 198.249 habitantes.
| 2020    | 2019    | 2018    | 2017    | 2016    | 2011    | 2008    | 2006    | 2001    | 1996    | 1991    | 1986    | 1981    | 1975    | 1970    |
| ------- | ------- | ------- | ------- | ------- | ------- | ------- | ------- | ------- | ------- | ------- | ------- | ------- | ------- | ------- |
| 198.249 | 198.516 | 199.181 | 199.847 | 200.939 | 205.498 | 203.435 | 199.828 | 188.169 | 191.987 | 189.930 | 170.194 | 167.984 | 150.104 | 138.862 |

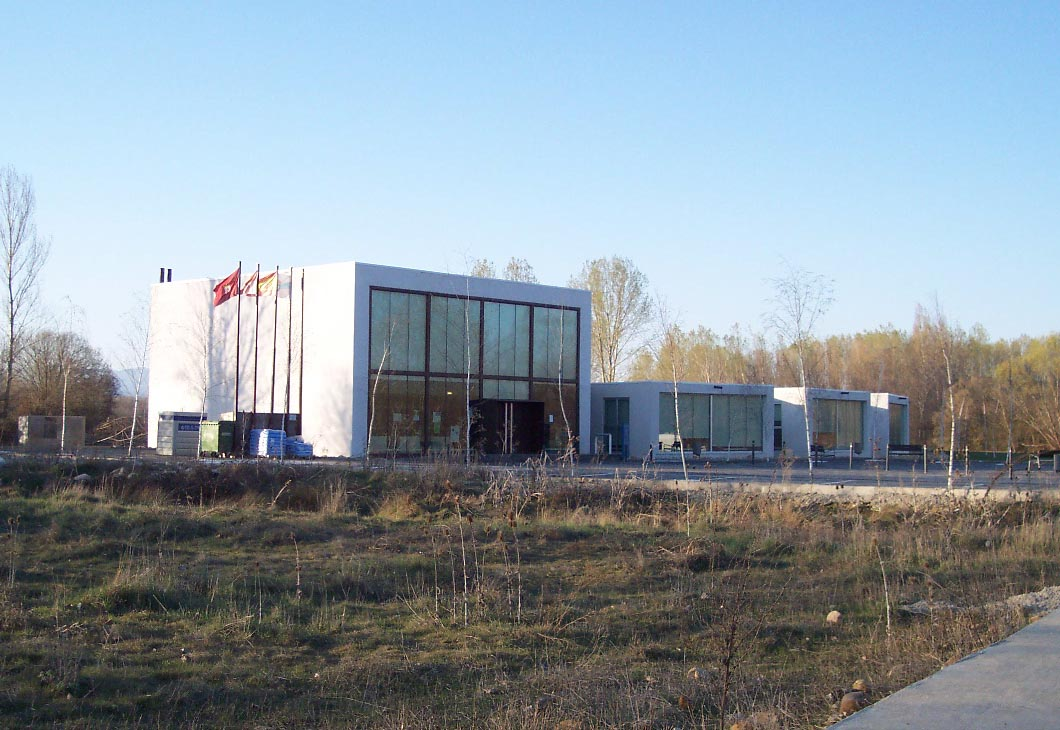
Sariegos, uno de los municipios que se han beneficiado de la escasez de suelo urbanizable en León, en la imagen, el ayuntamiento.

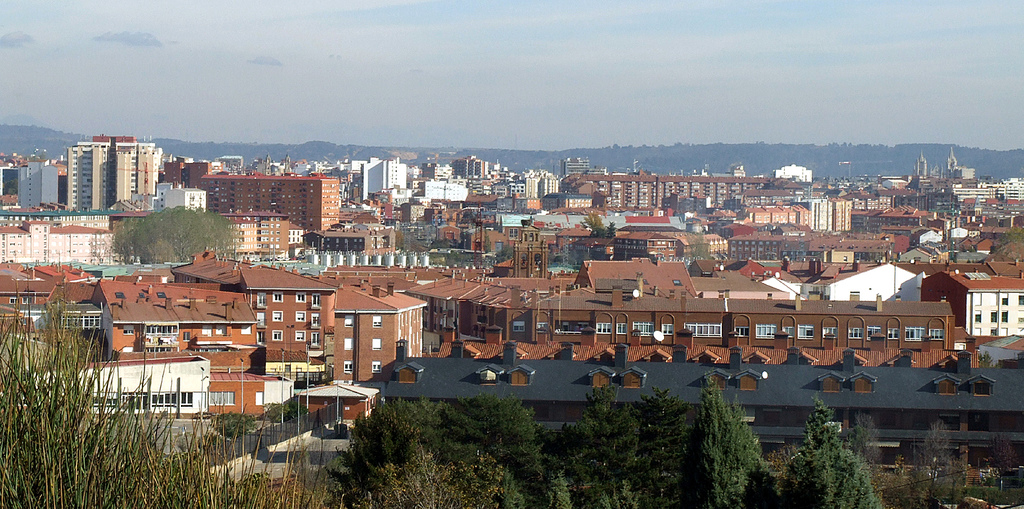
El mayor dinamismo del área metropolitana ha hecho que vaya incrementando su importancia en el conjunto provincial.

La escasez de suelo urbanizable en el municipio de León ha dado lugar a que sea el área metropolitana y no la ciudad central la haya absorbido la mayor parte del crecimiento demográfico de la zona. Esto ha beneficiado principalmente a San Andrés del Rabanedo, Villaquilambre y Sariegos, que han recogido la mayor parte del crecimiento demográfico con la expansión de los núcleos urbanos de los pueblos, que en el caso de San Andrés se han prácticamente conurbado totalmente entre sí. 
Para invertir esta tendencia, el municipio central tiene sus propios planes para conseguir captar la población que hoy emigra a los municipios circundantes y entre diversos proyectos de nuevos barrios, con un alto porcentaje de viviendas de protección oficial, se ha proyectado el soterramiento del tren y la liberación de los terrenos ferroviarios, que eliminaría la barrera entre León y San Andrés del Rabanedo y permitiría un gran desarrollo residencial.

## El área metropolitana de León respecto a la provincia
El área metropolitana de León era el área más dinámica de la provincia de León y residencia del 40,67% de los leoneses (2008). Este porcentaje tiende a aumentar debido al menor crecimiento relativo experimentado por la provincia respecto al área metropolitana.
| Entidad local              | 2008    | %     |
| -------------------------- | ------- | ----- |
| León                       | 135.119 | 27,01 |
| Área metropolitana de León | 206.435 | 40,67 |
| Provincia de León          | 500.200 | 100,0 |

## Lista de municipios y habitantes (2022)
El área metropolitana de León varía en tamaño y población según la institución o estudio que consultemos:
Transporte metropolitano de León
La Junta de Castilla y León desarrolla una red de transportes para dar servicio al área metropolitana de León, definiendo que esta última se compone de 11 municipios, los cuales encuentran a continuación:
| Municipio                   | Población | Superficie km² | Densidad h/km² |
| --------------------------- | --------- | -------------- | -------------- |
| León                        | 120.951   | 39             | 3.101,31       |
| San Andrés del Rabanedo     | 29.888    | 64,7           | 461,95         |
| Villaquilambre              | 18.589    | 52,8           | 352,06         |
| Valverde de la Virgen       | 7.559     | 63,6           | 118,85         |
| Sariegos                    | 5.306     | 36,2           | 146,57         |
| Chozas de Abajo             | 2.625     | 102,5          | 25,61          |
| Valdefresno                 | 2.280     | 102,54         | 22,24          |
| Santovenia de la Valdoncina | 2.084     | 30,37          | 68,62          |
| Cuadros                     | 2.049     | 109,7          | 18,68          |
| Villaturiel                 | 1.878     | 56,6           | 33,18          |
| Onzonilla                   | 1.845     | 21,6           | 85,42          |
| Total                       | 195.054   | 687,3          | 283,80         |

Proyecto AUDES5
Según el proyecto AUDES5, el área metropolitana de León la integran un total de 32 municipios, que se encuentran a continuación:
| Municipio                   | Población | Superficie km² | Densidad h/km² |
| --------------------------- | --------- | -------------- | -------------- |
| León                        | 131.680   | 39             | 3.273,82       |
| San Andrés del Rabanedo     | 31.722    | 64,7           | 489,54         |
| Villaquilambre              | 18.124    | 52,8           | 343,97         |
| Valverde de la Virgen       | 7.118     | 63,6           | 111,87         |
| La Robla                    | 4.610     | 84,5           | 54,10          |
| Sariegos                    | 4.671     | 36,2           | 128,50         |
| La Pola de Gordón           | 3.905     | 157,4          | 24,77          |
| Benavides                   | 2.740     | 74             | 36,99          |
| Carrizo de la Ribera        | 2.499     | 41,8           | 59,71          |
| Chozas de Abajo             | 2.415     | 100,2          | 24,08          |
| Boñar                       | 2.048     | 180,5          | 11,34          |
| Valdefresno                 | 2.046     | 102,54         | 19,95          |
| Cuadros                     | 2.010     | 109,7          | 18,32          |
| Santovenia de la Valdoncina | 1.987     | 30,37          | 65,43          |
| Villaturiel                 | 1.941     | 56,6           | 34,02          |
| Mansilla de las Mulas       | 1.922     | 35,3           | 54,36          |
| Onzonilla                   | 1.764     | 21,6           | 80,99          |
| Matallana de Torío          | 1.429     | 73,90          | 19,34          |
| Garrafe de Torío            | 1.375     | 125,7          | 10,97          |
| Valdepolo                   | 1.328     | 142,9          | 9,32           |
| Villasabariego              | 1.248     | 59,8           | 20,89          |
| Vegas del Condado           | 1.195     | 122,6          | 9,72           |
| Villadangos del Páramo      | 1.111     | 45,1           | 24,73          |
| Turcia                      | 1.112     | 31,8           | 34,76          |
| Gradefes                    | 1.074     | 205,9          | 5,22           |
| Valdevimbre                 | 1.038     | 67,6           | 15,26          |
| Hospital de Órbigo          | 1.005     | 4,6            | 209,38         |
| Vega de Infanzones          | 925       | 20,9           | 44,47          |
| Soto y Amío                 | 905       | 69,4           | 13,08          |
| Santas Martas               | 857       | 118,7          | 7,21           |
| Cimanes del Tejar           | 804       | 74             | 10,87          |
| Ardón                       | 614       | 48,7           | 12,62          |
| Total                       | 239.221   | 2.464,2        | 97,08          |

Área funcional de León
Las Directrices de Ordenación del Territorio elaboradas por la Junta de Castilla y León plantean la necesidad de articular el espacio en áreas funcionales, siendo una de ellas la de León en la que se incluye un total de 23 municipios:
| Municipio                   | Población | Superficie km² | Densidad h/km² |
| --------------------------- | --------- | -------------- | -------------- |
| León                        | 135.119   | 39             | 3464,58        |
| San Andrés del Rabanedo     | 30.217    | 64,7           | 467,03         |
| Villaquilambre              | 15.996    | 52,8           | 302,95         |
| Valverde de la Virgen       | 6.178     | 63,6           | 97.13          |
| Sariegos                    | 4.066     | 36,2           | 112,32         |
| Chozas de Abajo             | 2.388     | 100,2          | 23,82          |
| Valdefresno                 | 2.040     | 30,4           | 67,10          |
| Mansilla de las Mulas       | 1.963     | 35,3           | 55,51          |
| Santovenia de la Valdoncina | 1.933     | 110,2          | 17,54          |
| Cuadros                     | 1.926     | 109,7          | 17,55          |
| Villaturiel                 | 1.887     | 56,6           | 33,29          |
| Onzonilla                   | 1.685     | 21,6           | 87,36          |
| Valdepolo                   | 1.383     | 142,9          | 9,68           |
| Vegas del Condado           | 1.290     | 122,6          | 10,52          |
| Garrafe de Torío            | 1.234     | 125,7          | 9,82           |
| Villasabariego              | 1.233     | 59,8           | 20,6           |
| Gradefes                    | 1.117     | 205,9          | 5,42           |
| Vega de Infanzones          | 940       | 20,9           | 44,84          |
| Santas Martas               | 925       | 118,7          | 7,79           |
| Ardón                       | 643       | 48,7           | 13,18          |
| Santa Colomba de Curueño    | 595       | 91,4           | 6,5            |
| Villanueva de las Manzanas  | 555       | 31,8           | 17,45          |
| Mansilla Mayor              | 348       | 14,4           | 24,03          |
| Total                       | 215.661   | 1703,1         | 126,63         |

## Proyectos metropolitanos

### Palacio de congresos y recinto ferial de León
El nuevo palacio de congresos, diseñado por el arquitecto francés Dominique Perrault, estará ubicado en la vieja azucarera de Santa Elvira, en el barrio de La Vega, al oeste del centro urbano y junto a las vías del tren.
El proyecto plantea la división de las instalaciones en dos edificios diferenciados. Uno estaría destinado exclusivamente a las funciones de un palacio de congresos, con tres salas independientes de distinta capacidad, que podrían fusionarse en una única si la ocasión lo requiriera, con unos aforos de 1200, 400 y 250 plazas respectivamente, para un total de 1.850 personas. La estructura de este edificio respetará casi en su totalidad las ruinas de la vieja azucarera Santa Elvira, sobre cuyo solar se va a levantar el palacio de congresos.
Junto al nuevo Palacio, los terrenos de la antigua azucarera acogerán también un recinto ferial de 12.700 metros cuadrados y un aparcamiento de 11.000 plazas, además de nuevos viales para conectar los nuevos desarrollos urbanísticos planteados en la zona.

### Estación intermodal de León
El proyecto de la nueva estación intermodal de León fue elegido en el año 2006 por unanimidad de todos los miembros de la sociedad León Alta Velocidad. La clave de la elección fue la apuesta por unir las dos orillas de la ciudad situadas en las márgenes del río Bernesga, mediante la construcción de un puente, prolongación de la avenida Lancia, que incluirá una galería comercial a imitación del Novo Ponte Vecchio de Florencia.
La estación incluirá en un mismo espacio las estaciones de autobuses y de ferrocarril y contará con un gran hotel coronado por un restaurante panorámico, además de un centro comercial, conjunto que ocupará un espacio de 37.000 m² con un coste inicial de 40 millones de euros.
La primera fase de su construcción ya ha comenzado con la construcción de una estación provisional que servirá a la ciudad mientras se completa la ejecución del proyecto de construcción de la nueva estación.

### Soterramiento del ferrocarril

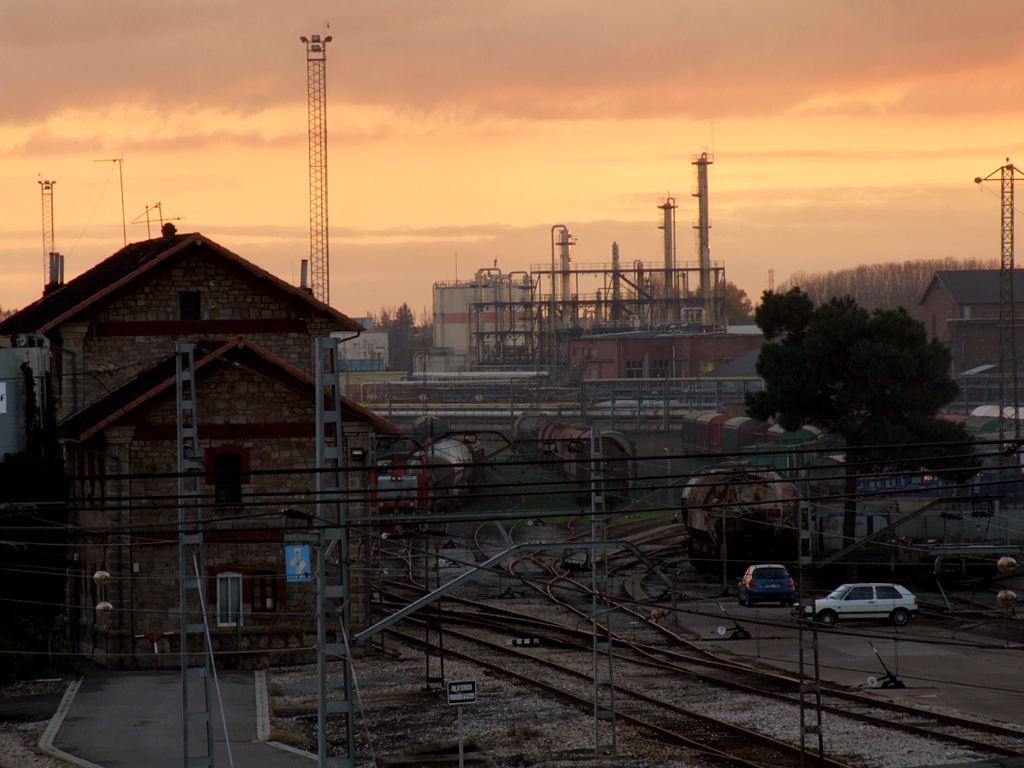
La barrera ferroviaria desaparecerá con el soterramiento, en la imagen, la estación de clasificación.

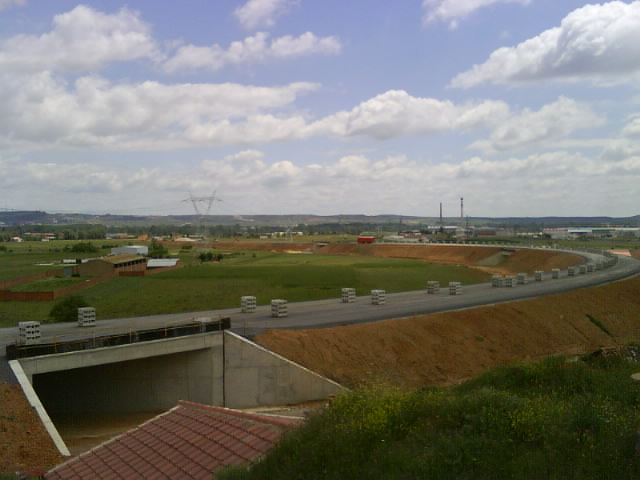
El enlace sur, primer paso del proceso de soterramiento del ferrocarril.

El soterramiento es una de las fases del proceso de integración de las estructuras ferroviarias en la ciudad de León. El proceso se inició en 2003 con la constitución de la sociedad León Alta Velocidad, contemplándose inicialmente soterrar un tramo de 450 m. en el paso a nivel de la avenida del Doctor Fleming, y la depresión de unos 2,5 m. del haz de vías de la estación en el ayuntamiento de León, llevándose a cabo actuaciones puntuales de mejora de permeabilidad en un tramo de 1,7 km. 
Sin embargo, en 2007 el Ministerio de Fomento encargó un estudio complementario para la integración ferroviaria de León en el que se aumenta hasta 5 m. el nivel de depresión del haz de vías con el fin de prolongar la avenida de Ordoño II, así como se aumenta hasta los 2,8 km. el tramo a actuar dentro del municipio de San Andrés del Rabanedo incluyendo el triángulo ferroviario que une las líneas León-Gijón y Palencia-La Coruña. 
Esta actuación ha superado ya todos los trámites legales y su ejecución prevé un desarrollo por fases:
- Construcción en 2008 del Enlace sur.
- Construcción de una estación provisional que supla la actual durante la ejecución de las obras. Adjudicado en 2009
- Traslado de las instalaciones de los talleres a un nuevo complejo en la estación de Torneros. Licitado en 2009
- Creación de un centro logístico anexo al complejo de Torneros. Licitado en 2009
- Soterramiento de la traza ferroviaria en León y San Andrés a lo largo de más de 2700 m.
- Construcción del nuevo edificio de la estación de alta velocidad en la ciudad sobre las vías.

### Parque fluvial de La Lastra
Dentro del desarrollo del barrio de La Lastra se contempla la creación de la mayor área verde en tamaño dentro de la ciudad de León con un total de 258.764 m².
Ocupará el terreno existente en la confluencia de los ríos Torío y Bernesga, uniendo los dos paseos existentes en su ribera en un terreno calificado en el PGOU como suelo rústico de protección natural. Desde el cambio de gobierno en las elecciones municipales de 2007 este proyecto ha quedado aparcado a la espera de financiación.

### Aeropuerto

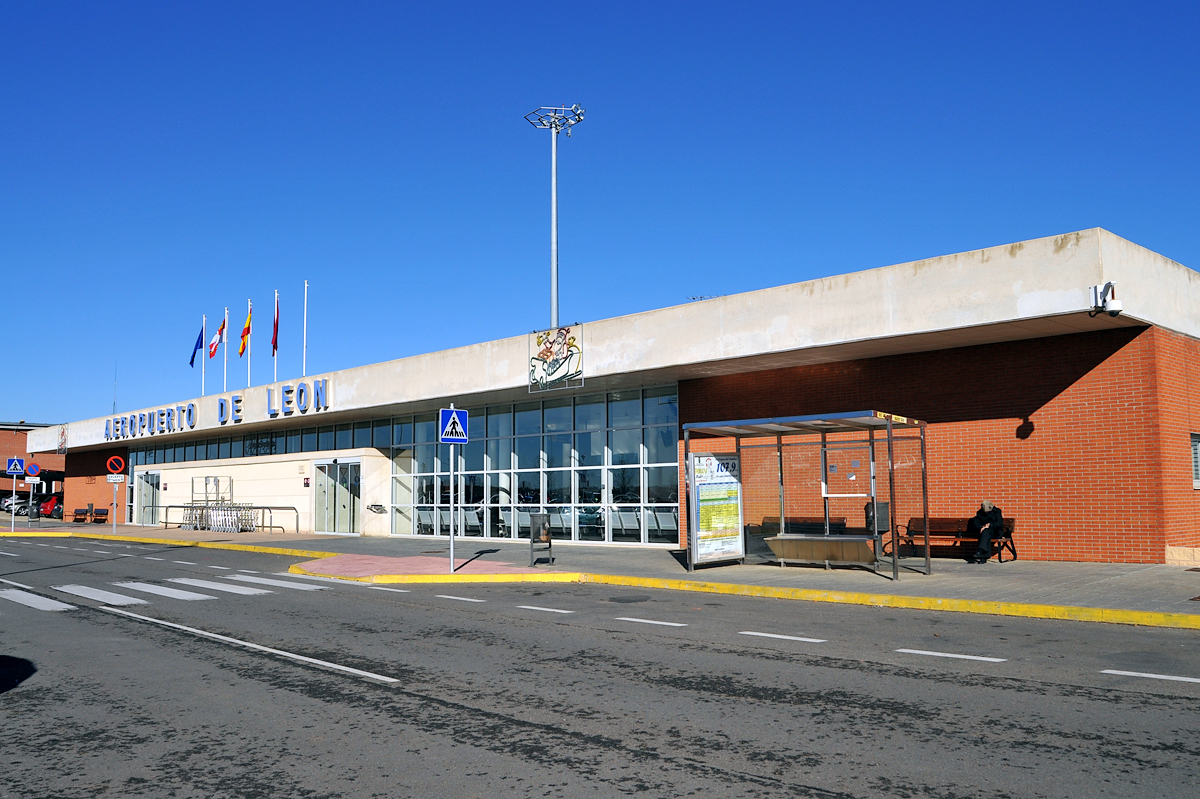
La antigua terminal del aeropuerto de León.

El aeropuerto de León, situado en Valverde de la Virgen está siendo sometido en los últimos años a un proceso de ampliación con el fin de incrementar su capacidad. Las sucesivas ampliaciones han consistido en la ampliación de la pista de 1.800 a 3.000 metros, ampliando primero de 1.800 a 2.100 metros y en una segunda ampliación a 3.000 metros, y en la ampliación de la plataforma, que cuenta con 26.800 m². La ampliación que se está acometiendo ahora consiste en la construcción de una nueva área terminal de 4.840 m² con capacidad para albergar a medio millón de pasajeros anuales y en la ampliación de la plataforma de aeronaves en 30.250 m², incluyendo en dicha ampliación la construcción de la primera posición de deshielo del aeropuerto.

## Nuevos desarrollos residenciales

### En construcción
La Lastra
El nuevo barrio de La Lastra se encuentra situado al sur del casco urbano de la ciudad. Ocupa una superficie de 100 hectáreas entre los ríos Bernesga y Torío y en él están previstas 4.627 viviendas. Se articula en torno a tres grandes ejes viarios, el primero de ellos, la prolongación de la avenida José Aguado, que comunica el polígono con el centro de la ciudad y actúa de principal avenida del nuevo barrio, situándose en torno a ella los organismos públicos y las parcelas de mayor densidad cosntructiva de La Lastra. A pesar de lo reciente de su construcción, el barrio de La Lastra ya acoge varios proyectos empresariales, tanto públicos como privados; de este modo, en el barrio ya se encuentra en funcionamiento la sede del Instituto Nacional de Tecnologías de la Comunicación, está prevista la construcción, por Metrovacesa, de un centro comercial de 20.000 m², de un gran hotel por parte de AC Hoteles, que convertirá en su central de reservas y de la sede del Grupo Agelco, diseñada por Dominique Perrault, actuaciones todas ellas paralizadas.
Diseñada por Abalos&Herreros, La Lastra supone la culminación de la expansión urbana de la ciudad hacia el sur, completando totalmente el espacio entre la ciudad y los ríos Bernesga y Torío. Conjuntamente al desarrollo del polígono residencial, se prevé la creación de un gran parque fluvial que recupere la ribera del Bernesga y el Torío para los ciudadanos de León.
Universidad
Expansión residencial de la ciudad de León hacia el norte, ocupando terrenos que antes eran propiedad de la Universidad de León. Tiene una superficie global de 32,5 hectáreas de las que se destinan más de 10,8 hectáreas a sistemas generales (espacios libres, sistema educativo y línea de Feve), 0,87 hectáreas a red viaria y equipamientos y 13,13 hectáreas tendrán uso residencial, donde se edificarán 1.225 viviendas con una altura máxima de 12 plantas, para los situados frente a la avenida de la Universidad, y de ocho para los situados frente a la residencia Emilio Hurtado.
Las previsiones de finalización de la urbanización de este sector se situaban en 2004, pero debido a problemas con la adjudicataria original del proyecto, Ocovimar, se ha retrasado la entrega de las parcelas a principios de 2009 tras el remate de las obras restantes por parte de la empresa gallega Copasa, comenzando desde ese momento la construcción de los bloques de viviendas proyectados.
Las labores de urbanización se han tenido que hacer de forma paralela a la nueva Facultad de Educación de la Universidad de León, el Centro de Alto Rendimiento, la ejecución del paso superior de la ronda interior sobre las vías de FEVE así como la construcción de un tramo de carril bici y han tenido un coste final de 12 millones de euros.
Estrella de Izar
Estrella de Izar es una macrourbanización de 320 hectáreas y 3650 viviendas, de las cuales 1.050 se desarrollarán en la primera fase. Esto la convertirá en la mayor urbanización de la capital leonesa, de la que se encontrará a 11 km. al norte, en el municipio de Garrafe de Torío y junto a la N-630, que en el futuro se desdoblará hasta la Robla para continuar la A-66. La urbanización está planteada de modo que sus residentes tengan que movilizarse lo mínimo posible a León, de ese modo, además de las 3650 viviendas previstas, la urbanización prevé la adecuación de 100 hectáreas de zonas verdes, en las que se desarrollará un circuito verde de 15 kilómetros que se unirá a los 5 previstos en el interior de la urbanización. La urbanización contará también con una zona comercial de 20.000 metros cuadrados distribuidos en torno a lo que los promotores llaman la "plaza mayor" de la urbanización, con un polideportivo, de iniciativa municipal y con una guardería.
La estimación de los promotores es que Estrella de Izar la habiten alrededor de 15 000 personas, un salto cuantitativo muy importante para el municipio en el que se ubica la urbanización, Garrafe de Torío, que cuenta con una población que ronda los 1200 habitantes.
El Valle
Situado en el municipio de Chozas de Abajo constituye un ambicioso proyecto mediante el cual el municipio pretende multitplicar a medio plazo por 3 su número de habitantes. Situado a sólo 10 minutos de León este desarrollo cuenta con acceso directo a la Ronda Sur de la capital, siendo esta su principal baza que le permite contar con unas excelentes comunicaciones con la capital y el resto del Alfoz, además de contar con transporte urbano directo y zonas de ocio y recreativas.
El 6 de junio de 2008 fue publicado en el Boletín Oficial de Castilla y León la aprobación inicial del Plan Parcial en el que se fijaba la extensión del desarrollo en 70 hectáreas y un total de 2200 viviendas.
El Grupo Maexpa, principal promotor del desarrollo cuenta ya con una promoción de 116 viviendas en desarrollo al que se ha unido recientemente el Grupo DUS, con una promoción de 150 villas exclusivas.

### En proyecto
Cerecedo Norte
Destinado a ser el tercer polígono residencial con más viviendas de la ciudad de León tras los de La Lastra y Eras de Renueva con un total de 3.473 viviendas previstas y una superficie afectada de 74,87 hectáreas. Se sitúa entre Mercaleón y la Ronda Sur, escoltado por la vía del tren y el río. 
Cuenta ya con plan parcial publicado en el Boletín Oficial de la Provincia el 20 de octubre de 2008. Como datos principales a destacar de este plan hay que remarcar que contará con más del 60% de las viviendas de protección pública y que por otro lado será pionero en contar con suelo compartido para uso residencial e industrial.
El proyecto de urbanización elaborado por la empresa de arquitectura Eursa, SL, con un coste global de 33,5 millones de euros, contempla la construcción de un paso por debajo de la Ronda Sur, así como una conexión con la N-630. Dentro de la zonación prevista, se reservan 50.342 metros cuadrados para equipamientos en la zona suroeste y 53.000 metros cuadrados para servicios urbanos y 19.400 metros cuadrados a espacios libres.
Terrenos del soterramiento
El proyecto nace de la mano de la Sociedad León Alta Velocidad 2003 de la que forman parte el Ayuntamiento de León, la Junta de Castilla y León, Adif y el Ayuntamiento de San Andrés del Rabanedo con el objetivo de transformar el Oeste de la ciudad con la llegada del ferrocarril de Alta Velocidad.
Desde su inicio se plantea la necesidad de afrontar parte del coste de la integración del ferrocarril a su paso por los municipios de León y San Andrés del Rabanedo con la liberación de los terrenos desafectados lo que a su vez contribuirá a cohesionar urbanísticamente los dos municipios.
La superficie liberada sobre la que se planea actuar es de 300 hectáreas y la previsión de viviendas es de 6000 cuya construcción se realizará mediante torres de entre 18 y 20 alturas distribuidas por las diferentes zonas de actuación. Este proyecto lleva asociados otros de gran calado para la ciudad como el Palacio de Congresos de León y la nueva estación intermodal.
Otros desarrollos
Además de los grandes desarrollos residenciales previstos a corto y medio plazo en el área urbana leonesa, se prevé también, según los Planes Generales de Ordenación Urbana de los principales municipios del área metropolitana, la edificación de un gran número de viviendas, que alcanza en conjunto, sumando grandes y pequeños planes residenciales un volumen de 46.265 viviendas. Destacan, por su gran número de viviendas previstas, los municipios de San Andrés del Rabanedo, Villaquilambre, Chozas de Abajo y Sariegos.

## Nuevos desarrollos industriales

### De reciente construcción
Villadangos

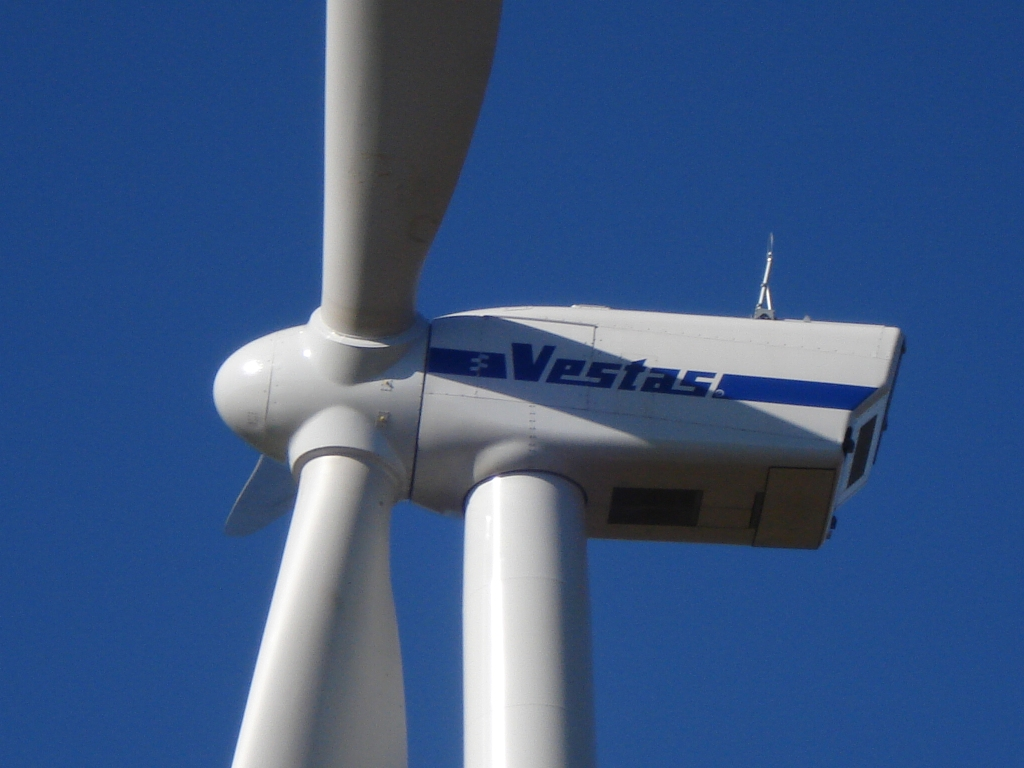
La compañía Vestas se encuentra implantada en Villadangos del Páramo.

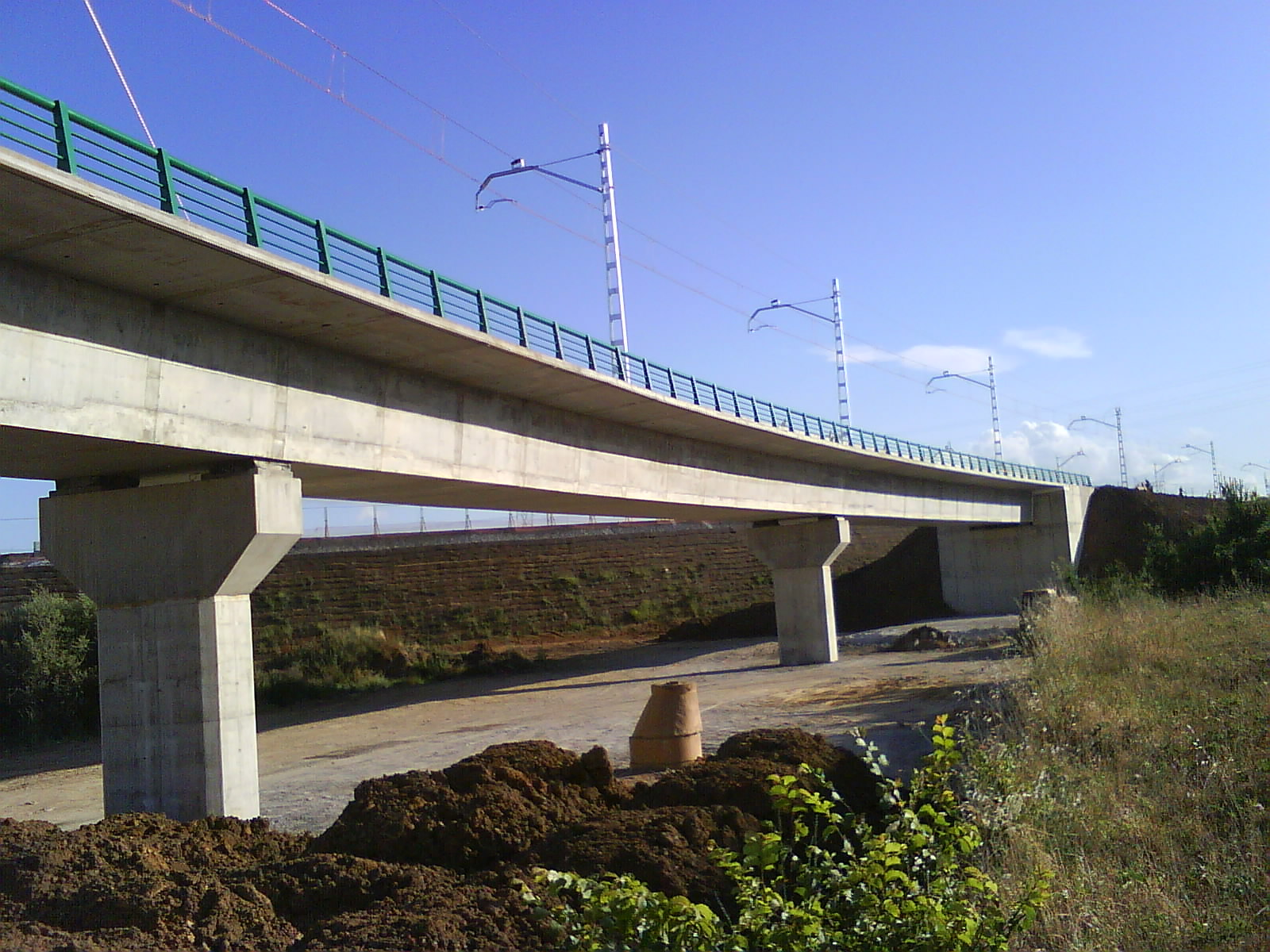
Cercano al enlace sur y el polígono de Onzonilla se desarrollará el polígono de Torneros.

El polígono industrial de Villadangos es el mayor del área metropolitana de León y el mayor de la provincia. Ubicado en el pueblo de Villadangos del Páramo, ocupa una extensión de 200 hectáreas y tiene acceso directo a la N-120 y a la AP-71. Con una ocupación superior al 70% y con vistas a alcanzar el 100% en 2010 con 5000 empleos directos, en el polígono se encuentran instaladas varias grandes empresas entre las que destacan, por número de empleos e inversión realizada, Mercadona y Vestas. La primera tiene en el polígono su centro logístico del noroeste, que se pondrá en funcionamiento tras una inversión de 180 millones de euros y empleará 400 personas de forma directa y otras 1000 de forma indirecta. La segunda, Vestas, fue la primera empresa del polígono industrial y mantiene en el polígono una de sus grandes plantas de fabricación, inmersa en un proceso de ampliación. que incrementará su capacidad de producción de los 450 a los 1500 aerogeneradores y aumentará la plantilla hasta los 800 trabajadores.
Cetile
El Centro de Transportes Integrado de León fue inaugurado el 20 de febrero de 2007 en la localidad de Chozas de Abajo con una superficie inicial de 26 hectáreas y una inversión de 14 millones de euros. Cuenta con acceso directo a la autopista AP-71 y a la línea férrea Palencia - La Coruña y se encuentra en las inmediaciones de otras importantes vías de comunicación como la autovía A-66, la N-630, la N-120, la autovía A-231 y la autopista AP-71. Importantes firmas como Mercadona o Inditex ya han instalado sus centros logísticos para el Noroeste de España en polígonos industriales de sus inmediaciones.
La superficie ocupada en la primera fase se distribuye de la siguiente manera 55.000 m² para Naves logísticas, 15 000 m² en Equipamientos privados quedando el resto de espacio disponible en el Centro, para viales y aparcamientos tanto de turismos y camiones, así como zonas verdes.
A corto plazo tiene previsto ampliar su superficie en 40 hectáreas y convertirse en una zona logística intermodal al instalarse un puerto seco ferroviario al contar con acuerdos con las autoridades portuarias de Gijón.

### En proyecto
Ampliación P.I. Villadangos
Debido al éxito de ocupación del polígono industrial de Villadangos, las autoridades autonómicas se plantean ya su ampliación en 200 hectáreas más, lo que supondría que el polígono duplicase su extensión. La actuación, anunciada por el Consejero de Economía y Hacienda de la Junta de Castilla y León, Tomás Villanueva, durante la colocación de la primera piedra de la ampliación de la planta de Vestas en el polígono. La actuación se ubicará al noroeste del polígono y agotará el espacio existente entre el polígono y el término municipal de Cimanes del Tejar.
Ampliación P.I. Trobajo del Camino
Actualmente el polígono industrial de Trobajo del Camino tiene una superficie de 66 hectáreas y se encuentra gestionado por una empresa privada participada en un 35% por el Ayuntamiento de San Andrés del Rabanedo. La ampliación, cuyos plazos todavía no han sido concretados, ocupará una extensión de 150 hectáreas según el PGOU, estará situado al norte del actual recinto industrial y permitirá el desarrollo de actividades no industriales en sus límites. La creación del polígono industrial viene motivada por el afianzamiento de un mayor número de puestos de trabajo en el municipio de San Andrés del Rabanedo con el fin de no ser meramente una ciudad dormitorio de la capital leonesa.
Ampliación P.I. Navatejera
El polígono de Navatejera actualmente tiene una extensión de 22 hectáreas. La ampliación prevé la urbanización de 60 hectáreas más donde 48 serían para la instalación de empresas como tal tras la inversión de 15 millones de euros provenientes de las arcas municipales. La principal empresa del polígono, León Pharma, ya ha anunciado que ampliará su actual planta en terrenos de la segunda fase, donde ya han solicitado su instalación un centenar de empresas, suficiente para cubrir el suelo proyectado.
Plataforma Logística de Torneros
Aprovechando que tras el desmantelamiento de la línea ferroviaria Zamora-Lubián para su conversión en línea de alta velocidad de uso exclusivo para viajeros, todos los trenes mercantes del Noroeste pasarán por León, la entidad pública SEPES ha planteado un gran polígono logístico próxima a la localidad de Torneros del Bernesga, junto a la línea de ferrocarril Palencia-La Coruña, antes del empalme con la León-Gijón y el enlace sur. 
La actuación se concreta en dos espacios diferenciados. El primero de ellos, que ocupará 50 hectáreas y estará compuesto por una nueva terminal de mercancías para transporte y manipulación de contenedores; una playa de vías, que aunará vías de ancho ibérico e internacional utilizado por el TAV, para gestión del tráfico ferroviario, ordenación y formación de trenes; y un taller conjunto en el que estarán tanto material motor como remolcado. El segundo espacio sería el que correspondería a la zona industrial en sí, que ocuparía 179 hectáreas y estaría preparada para la implantación de grandes empresas logísticas que contarían con la ventaja de la plataforma ferroviaria y un acceso directo a la red de autovías mediante el acceso sur.
La plataforma ha sido duramente criticada por el consistorio de Onzonilla, que veía con malos ojos la ocupación de las fincas que necesita el polígono para su desarrollo. Las críticas no obstante han sido finalmente acalladas con la firma de un convenio por el cual SEPES se compromete a pagar 2,3 millones de euros al ayuntamiento de Onzonilla con tal de que este acepte la operación.
Santas Martas
En las inmediaciones de esta localidad situada a 25 kilómetros al sur de León la sociedad Gesturcal (Gestión Urbanística de Castilla y León) planea la construcción de un nuevo desarrollo industrial similar a la primera fase del polígono industrial de Villadangos.
La superficie afectada varía entre las 150 y 200 hectáreas según la ubicación elegida a partir de los datos extraídos de la memoria del proyecto. El principal punto a favor de esta nueva área industrial es su cercanía a las grandes vías de comunicación existentes León - Burgos, N-120 y futuras Valladolid - León , así como su complementariedad por la proximidad con otros desarrollos existentes.
Ardoncino
Ocupando una superficie de 120 hectáreas este polígono se plantea como salida a la necesidad de espacio de empresas existentes en la localidad, RMD y Maquinaria Lorenzana, que se trasladarán a este nuevo espacio, siendo las propias empresas las promotoras del polígono junto con el ayuntamiento de Chozas de Abajo.
Su presentación se realizó en marzo de 2007 con unas previsiones de 2000 puestos de trabajo creados y urbanización del terreno de manera inmediata, pero debido a problemas legales dicha urbanización se ha retrasado. A finales de 2008 se concede la autorización definitiva del proyecto lo que permitirá que a lo largo de 2009 se vaya avanzando en su urbanización.
Cuenta con acceso directo a la carretera autonómica CL-622 y se encuentra en las inmediaciones de los polígonos de las localidades de Onzonilla y Villadangos
Villahierro
El polígono industrial se encuentra situado en el término municipal de Mansilla de las Mulas, en el paraje de Villahierro, junto a la prisión de nombre homónimo. Su desarrollo, llevado a cabo por una empresa privada, responde según los promotores a la buena ubicación del complejo, junto al enlace de la A-60 a la N-625 y a escasos kilómetros del enlace de esta con la A-231. El complejo, que ocupará una extensión de 100 hectáreas se encontrará a 17 kilómetros de León cuenta ya con autorización ambiental y Plan Parcial aprobado desde el año 2008, estando a la espera de los últimos trámites que permitan iniciar su construcción.
Otros desarrollos
Además de estos grandes proyectos, existen otros pequeños proyectos de ampliación o mejora de polígonos existentes en Valverde de la Virgen, Santovenia de la Valdoncina o Valdelafuente, así como la ampliación del parque tecnológico leonés que se encuentran en diferentes fases de tramitación. 
En general todos estos proyectos se están viendo más o menos retrasados por motivo de la coyuntura económica de los años 2008 y 2009.

## Transportes

### Tranvía
Tras un primer intento de construcción en el año 2000 que no tuvo éxito, el partido ganador de las Elecciones municipales de 2007 afrontó la puesta en marcha de esta infraestructura, siendo una de las grandes apuestas del equipo de gobierno, que a su vez forma parte de un amplio plan de reforma de la movilidad urbana conocido como Plan de Movilidad Urbana Sostenible.
En 2009 el Ayuntamiento de León aprueba el anteproyecto del tranvía, elaborado a partir del proyecto de la empresa Acciona, que contempla la construcción de una primera línea que comienza en la calle Cronista Luis Pastrana y finaliza en el barrio de Puente Castro, contemplándose un segundo corredor NE - SO que uniría los principales puntos generadores de tráfico de la ciudad (Universidad, Hospitales, Estación de Renfe) atravesando el centro histórico de la ciudad.
Las previsiones fueron que a lo largo de 2009 se termine con el proceso administrativo del proyecto, llevándose a cabo su adjudicación y construcción a lo largo de 2010, para lograr su puesta en marcha en 2011.

### Autobús
El servicio de Autobús en el área metropolitana de León lo componen un total de 28 líneas diurnas y 5 nocturnas. La compañía Alsa, gestiona la gran mayoría de las líneas con excepción de una línea entre Villaquilambre y León en manos de la empresa local Reyero.
Cada ayuntamiento gestiona autónomamente el transporte, lo que origina la existencia de muchas duplicidades y escasez de frecuencias. Esto se quiere corregir con la creación de un Consorcio de transportes, previsto para 2009. 
Líneas diurnas
| Ayuntamiento        | Tipo        | Recorrido                                   |
| ------------------- | ----------- | ------------------------------------------- |
| León                | Urbano      | L-1 Armunia-Hospitales                      |
| León                | Urbano      | L-2 Sto. Domingo-Doctor Fleming             |
| León                | Urbano      | L-3 Sto. Domingo-Universidad                |
| León                | Urbano      | L-4 Pinilla-El Crucero-Universidad          |
| León                | Urbano      | L-5 Oteruelo-Sto. Domingo                   |
| León                | Urbano      | L-6 Puente Castro-Hospitales                |
| León                | Urbano      | L-7 Est. de Autobuses-Hospitales-El Ejido   |
| León                | Urbano      | L-8 Sto. Domingo-Trobajo del Cerecedo       |
| León                | Urbano      | L-9 Hospitales-Est. de Autobuses-El Ejido   |
| León                | Urbano      | L-10 El Crucero-Hospital Monte San Isidro   |
| León                | Urbano      | L-11 Eras de Renueva-Sto.Domingo-Polígono X |
| León                | Urbano      | L-12 Pinilla-Eras de Renueva-Universidad    |
| León                | Urbano      | L-13 La Chantría-Área 17                    |
| San Andrés-Valverde | Interurbano | Sto. Domingo-Trobajo-La Virgen              |
| San Andrés-Valverde | Interurbano | Sto. Domingo-Trobajo-La Raya                |
| San Andrés-Valverde | Interurbano | Sto. Domingo-Trobajo-Ezpeleta               |
| San Andrés          | Interurbano | Sto. Domingo-San Andrés-Villabalter         |
| San Andrés          | Interurbano | Sto. Domingo-San Andrés-El Ferral           |
| San Andrés          | Interurbano | Sto. Domingo-Pinilla                        |
| San Andrés          | Interurbano | San Andrés-Trobajo-Hospitales-Universidad   |
| Villaquilambre      | Interurbano | Sto. Domingo-Villaobispo-Villamoros         |
| Villaquilambre      | Interurbano | Sto. Domingo-SAU5-Villanueva                |
| Villaquilambre      | Interurbano | Sto. Domingo-Altollano-Navatejera           |
| Villaquilambre      | Interurbano | Inmaculada-Villaquilambre-Villasinta        |
| Sariegos-Cuadros    | Interurbano | Sto. Domingo-Lorenzana-Cuadros              |
| Sariegos            | Interurbano | Sto. Domingo-Carbajal                       |
| Chozas              | Interurbano | Sto. Domingo-Ardoncino                      |

Líneas Búho
Presta servicio las noches de los fines semana.
| Ayuntamiento        | Tipo        | Recorrido                                   |
| ------------------- | ----------- | ------------------------------------------- |
| San Andrés-Valverde | Interurbano | Sto. Domingo-Trobajo-La Virgen              |
| San Andrés          | Interurbano | Sto. Domingo-Pinilla-San Andrés-Villabalter |
| Villaquilambre      | Interurbano | Sto. Domingo-Navatejera-Villaobispo         |
| Sariegos            | Interurbano | Sto. Domingo-Carbajal                       |
| Sariegos-Cuadros    | Interurbano | Sto. Domingo-Lorenzana-Pobladura-Sariegos   |

### Ferrocarril
La empresa Renfe Cercanías AM (antigua FEVE) mantiene en funcionamiento un servicio de Cercanías entre las localidades de León y Guardo aprovechando la línea de ferrocarril que discurre entre León y Bilbao. Este servicio atraviesa en su recorrido los municipios de León, Villaquilambre y Garrafe de Torío.
El tren recorre la distancia de 100 km. que separa las dos localidades de los extremos en 90 minutos y dispone para ello de 22 frecuencias por sentido los días laborables que se reducen a 9 los fines de semana y festivos, siendo la frecuencia de paso de los trenes variable, con una media de 50 minutos entre cada tren, aunque pocos llegan hasta Guardo.
Actualmente circulan por esta cercanía unidades de las series 2700 y 2600, estando a la espera de la recepción de un nuevo modelo que vendrá a posibilitar el tranvía de León.